# Rodolfo di Pfullendorf
Rodolfo di Pfullendorf (attorno a l 1100/1110 – Gerusalemme, 9 gennaio 1181) fu conte di Ramsberg, poi conte di Pfullendorf, fu anche nominato conte di Bregenz e conte di Lindau e fu Vogt dell'abbazia di San Gallo.

## Biografia
Rodolfo era figlio del conte Ulrico di Ramsberg e di Adelaide di Bregenz, figlia del conte Ulrico X di Bregenz. I conti di Pfullendorf erano una diramazione degli Udalrichingi. Intorno al 1150, Rodolfo sposò una sorella del duca Guelfo II di Toscana e figlia del duca Guelfo I di Toscana di nome Elisabetta (1130/35 circa-1164/80). Essa era cugina del duca Enrico il Leone e dell'imperatore Federico I Barbarossa.
Il conte Rodolfo, menzionato per la prima volta quando fu fondato l'abbazia di Salem, divenne un partigiano del futuro imperatore Federico Barbarossa dal 1152. Ciò gli permise di estendere la base di potere della sua stirpe nella regione di Linzgau includendo i domini di Bregenz e Lindau, il castello di Rheineck nella valle del Reno alpino, il baliato della diocesi di Coira e l'abbazia di San Gallo.
Nel 1155 trasferì la sua sede dal castello di Ramsberg a Pfullendorf, costruendo un castello nell'area dell'attuale centro storico e chiamandosi da quel momento in poi conte Rodolfo di Pfullenberg. Intorno al castello, sulla roccia molassa di Pfullendorf, si sviluppò un insediamento mercantile di agricoltori e artigiani.
Il suo unico figlio Bertoldo (nato intorno al 1150) morì nel 1167 durante la quarta Italienzug dell'imperatore Federico Barbarossa, quando la malaria decimò il suo esercito di cavalieri. Condivise così il destino del suocero Guelfo I di Toscana, che vi perse anche l'unico figlio Guelfo II. Così entrambe le stirpi si estinsero in seguito in linea maschile. Sua figlia Ita (intorno al 1151/52- prima del 1191) è nominata come filia sororis ducis Welph (figlia della sorella del duca Guelfo) in una genealogia creata intorno al 1160 nell'abbazia di Muri, Eigenkloster degli Asburgo. Nel 1164, Ita sposò il conte d'Asburgo Alberto III, divenendo così bisnonna di Rodolfo I d'Asburgo, primo re dei Romani romano della dinastia degli Asburgo.
Quando il suocero di Rodolfo, Guelfo I di Toscana, vendette i suoi possedimenti a Federico Barbarossa nel 1178 come parte di un contratto di eredità, anche Rodolfo trasferì anche gran parte della sua eredità alla dinastia Hohenstaufen.
Nel 1180 il conte Rodolfo si recò in pellegrinaggio in Terra Santa, dove morì il 9 gennaio 1181, secondo il necrologio di San Gallo.

## Famiglia e figli
Rodolfo sposò Elisabetta (1130/35 circa-1164/80), figlia del duca Guelfo I di Toscana della stirpe Welfen, cugina del duca Enrico il Leone e dell'imperatore Federico Barbarossa. Essi ebbero:
- Bertoldo (nato intorno al 1150-1167), morì di malaria durante la quarta Italienzug dell'imperatore Federico Barbarossa;
- Ita (intorno al 1151/52- prima del 1191), che sposò Alberto III il Ricco della stirpe degli Asburgo.